# 黑足旅鼠
黑足旅鼠（学名：Myopus schisticolor）为仓鼠科黑足旅鼠属的动物，分布于中国、芬兰、蒙古国、挪威、俄罗斯和瑞典。在中国大陆，分布于黑龙江等地，常见于亚寒带针叶林。该物种的模式产地在挪威。

## 亚种
- 黑足旅鼠西伯利亚亚种（学名：Myopus schisticolor saianicus），Hinton于1914年命名。在中国大陆，分布于黑龙江（北部）等地。该物种的模式产地在西伯利亚萨彦岭。[2]